# Nicolas Berthelot
Nicolas Joseph Félix Berthelot (* 26. Juli 1964 in Paris) ist ein ehemaliger französischer Sportschütze.

## Erfolge
Nicolas Berthelot nahm an zwei Olympischen Spielen teil: 1984 in Los Angeles belegte er mit 585 Punkten den vierten Rang und verpasste so einen Medaillengewinn. Bei den Olympischen Spielen 1988 in Seoul gelang ihm mit 593 Punkten in der Qualifikationsrunde der Einzug ins Finale, in dem er 101,2 Punkte erzielte. Mit insgesamt 694,2 Punkten wurde er hinter Goran Maksimović und vor Johann Riederer Zweiter, womit er die Silbermedaille erhielt. Berthelot wurde gemeinsam mit Franck Badiou und Jean-Pierre Amat 1989 in Sarajevo im Mannschaftswettbewerb Weltmeister mit dem Luftgewehr.